# Loupiac-de-la-Réole
Loupiac-de-la-Réole é uma comuna francesa na região administrativa da Nova Aquitânia, no departamento da Gironda. Estende-se por uma área de 5,32 km². Em 2010 a comuna tinha 511 habitantes (densidade: 96,1 hab./km²).